# Vedano Olona
Vedano Olona – miejscowość i gmina we Włoszech, w regionie Lombardia, w prowincji Varese.
Według danych na rok 2004 gminę zamieszkuje 6986 osób, 998 os./km².